# Heilig-Kreuz-Kirche (Schambach)
Koordinaten: 48° 54′ 14,9″ N, 11° 22′ 6,9″ O
Die Kirche Heilig-Kreuz in Schambach ist eine Pfarr- und Wallfahrtskirche im Schambachtal. Die Kirche der Pfarrei Hl. Kreuz, Schambach gehört zum Pfarrverband Maria und Johannes unter dem Kreuz im Dekanat Eichstätt des Bistums Eichstätt.

## Beschreibung
Eine Wallfahrt an diesem Ort gibt es etwa seit dem Jahr 1000. Vorher stand an dieser Stelle eine Kirche, die der Hl. Gunthildis gewidmet war. Der Bau stammt aus dem 11. Jahrhundert und wurde von Bischof Gundekar (1057–1075) geweiht.
Die heutige Wallfahrtskirche Heilig Kreuz ist ein Neubau der Barockzeit, errichtet 1755/56 und ausgestattet bis 1770. Zum Hochstift Eichstätt gehörend, prägten dessen Bauleute und Künstler die am linken Talrand stehende Kirche. Entwurf und Bauleitung lagen beim Hof- und Domkapitelsbaumeister Giovanni Domenico Barbieri. Die 1901 teilweise übermalten und 1954 wieder freigelegten Fresken malte Johann Michael Baader, der Stuck (einschließlich Stuckkanzel) stammt von Johann Kaspar Aicher. Das Bildprogramm ist dem Kreuz Christi gewidmet; das Hauptgemälde im Langhaus zeigt dessen Auffindung im Jahr 320 durch die Kaiserin Helena. Der barocke Hochaltar birgt, flankiert von zwei Engeln, ein Altarbild von Willibald Wunderer, das die Kreuzverehrung durch die vier Erdteile darstellt. Die Gemälde der Seitenaltäre stammen von Baader.
Prunkstück der mobilen Ausstattung der Kirche ist ein 1743 neu gefasstes Kreuzpartikelreliquiar aus der Zeit der Romanik. Die Wallfahrt zum „wunderthätigen heiligen Creuz in Schambach“ ist erst im 18. Jahrhundert schriftlich nachweisbar. Das Mirakelbuch wurde 1724 angelegt; Wunder sind ab 1797 eingetragen. Außerdem zeugen Votivtafeln von Gebetserhörungen. Der Taufstein stammt aus dem Jahr 1591. Zwei der drei Glocken wurden von Friedrich Wilhelm Schilling 1958 gegossen.
Im Heiligen Jahr 2016 befand sich in der Kirche eine Heilige Pforte.

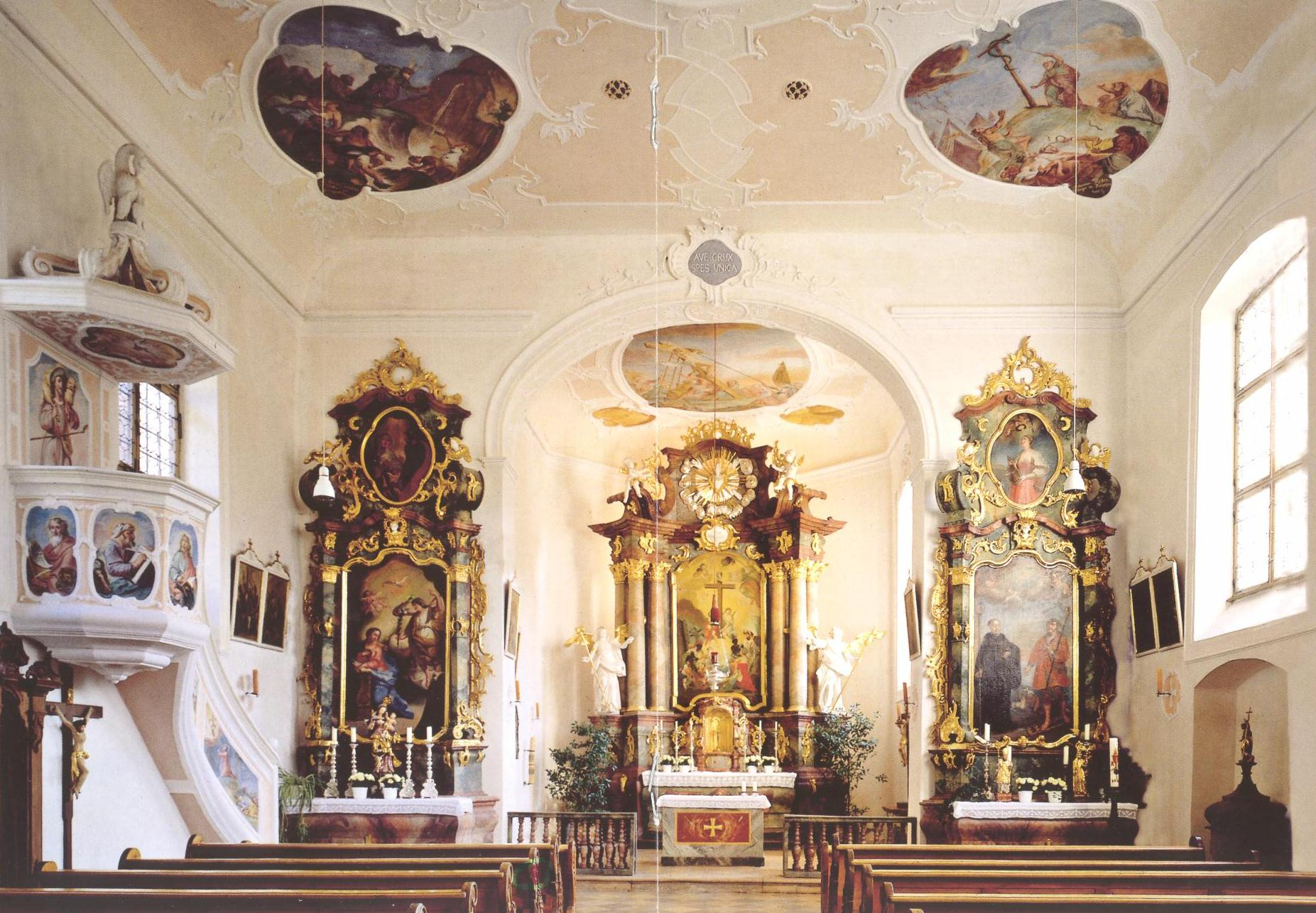
Innenraum der Kirche
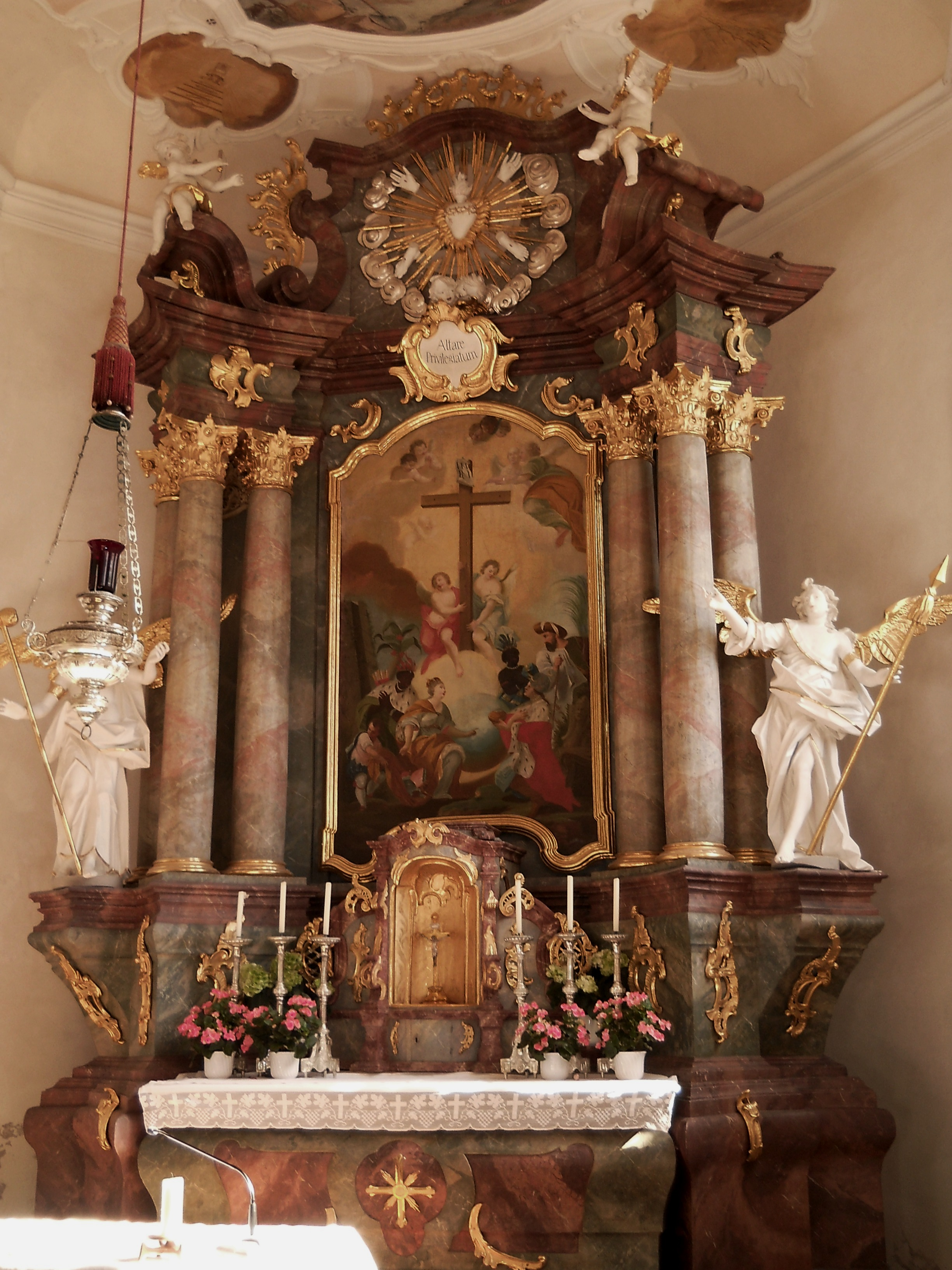
Seitenaltar
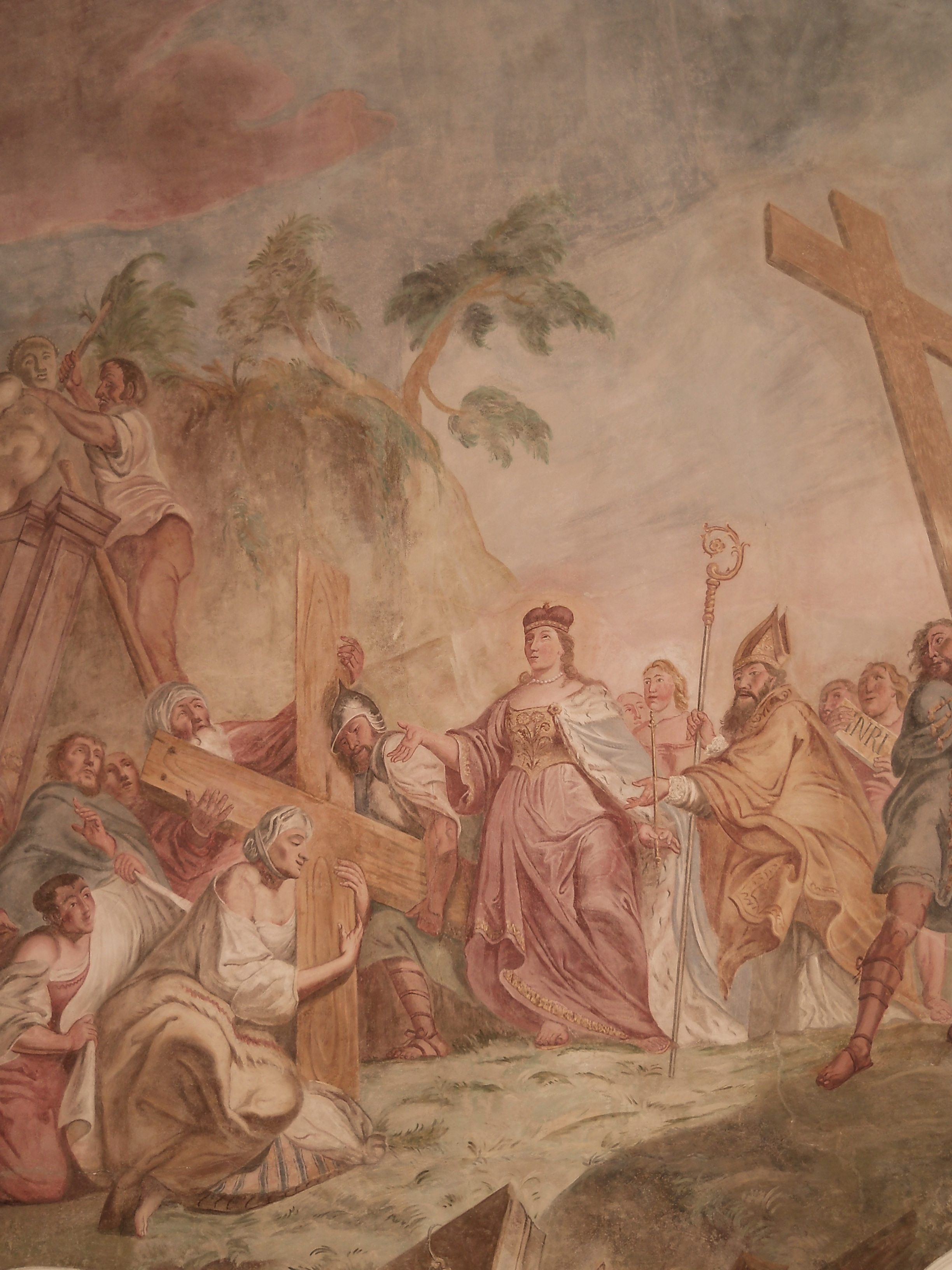
Deckengemälde

## Orgel

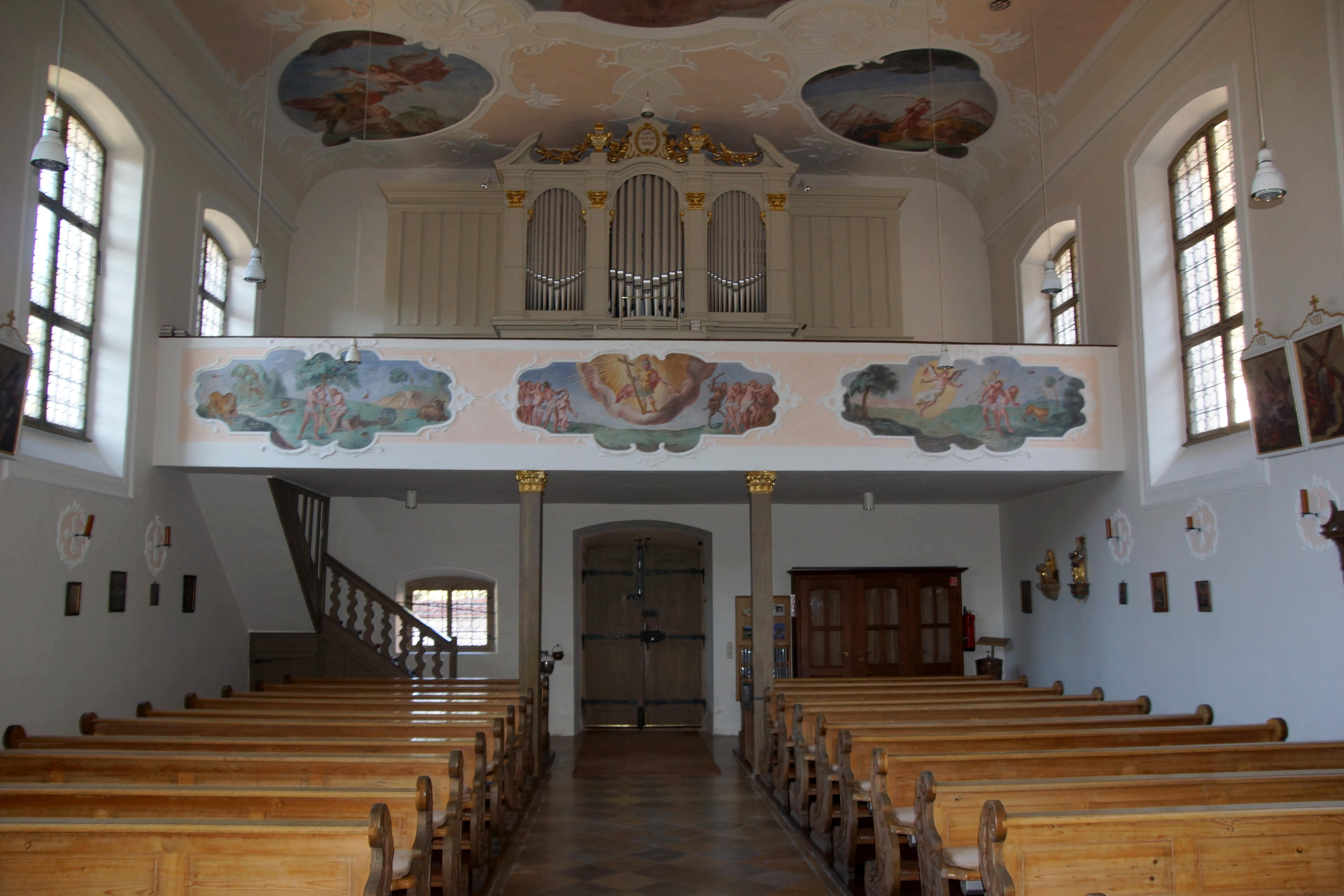
Die Bittner-Orgel

Die Orgel wurde von dem Orgelbauer Joseph Bittner im Jahre 1910 erbaut. Das Instrument hat 12 Register auf zwei Manualen und Pedal. Ende 2016 wurde die Orgel von der Firma Klais in Bonn generalüberholt.
| I Hauptwerk C–g3 |                 |    |
| 1.               | Octave          | 4′ |
| 2.               | Salicional      | 8′ |
| 3.               | Quintatön       | 8′ |
| 4.               | Harmonie flöte0 | 8′ |
| 5.               | Principal       | 8′ |

| II Schwellwerk C–g3 (ausgebaut bis g4) |                 |       |
| 06.                                    | Cornettino III  | 2 ⁄3′ |
| 07.                                    | Flauto traverso | 4′    |
| 08.                                    | Viola di Gamba  | 8′    |
| 09.                                    | Doppel gedeckt  | 8′    |
| 10.                                    | Gemshorn        | 8′    |

| Pedal C–d1 |           |     |
| 11.        | Octavbass | 08′ |
| 12.        | Subbass   | 16′ |

- Koppeln: II/I (Manual-, Suboktav- und Superoctavkoppeln), I/P, II/P

## Glocken
Im Kirchturm der Wallfahrtskirche hängt ein dreistimmiges Glockengeläut aus Bronze. Bis zur Beschlagnahme einer Glocke während des Zweiten Weltkriegs hatte die Kirche nur ein zweistimmiges Geläut.
| Nr. | Name                    | Gießer                       | Guss-jahr | Durch-messer | Gewicht    | Schlag-ton | Inschrift                                                                                        |
| --- | ----------------------- | ---------------------------- | --------- | ------------ | ---------- | ---------- | ------------------------------------------------------------------------------------------------ |
| 1   | Heilig-Kreuz-Glocke     | F. W. Schilling, Heidelberg  | 1958      | 862 mm       | 410 kg     | a′         | O CRVX / AVE / SPES VNICA + SCHAMBACH ANNO DOMINI 1958 +                                         |
| 2   | Kopfmüller-Glocke       | Martin Kopfmüller, Eichstätt | 1877      | 765 mm       | ca. 250 kg | c″         | Gegoßsen von M. Kopfmüller in 18 Eichstädt 77                                                    |
| 3   | Johannes-Nepomuk-Glocke | F. W. Schilling, Heidelberg  | 1958      | 665 mm       | 193 kg     | d″         | LINGVA IVSTI EFFATVR RECTVM + SCHAMBACH ANNO DOMINI 1958 + GESTIFTET VON HANS BRAND / BEILNGRIES |

## Legende

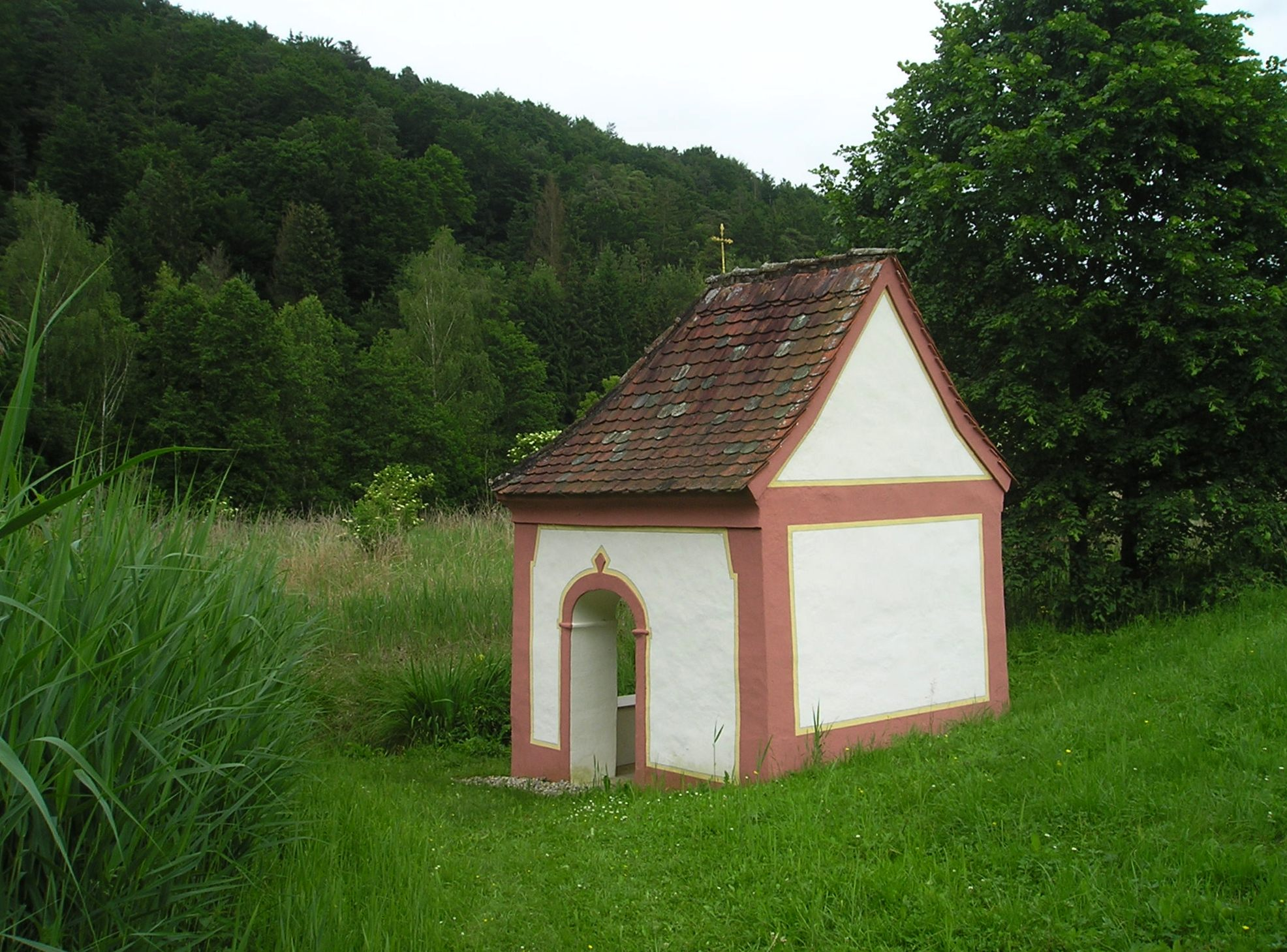
Helena-Kapelle am Fundort des Kreuzes

In der Nähe fand eine Dienstmagd im Wasser ein goldenes Kreuz; es war ihr aber nicht möglich, es aufzuheben. Erst dem Bischof gelang es. Er brachte das Kreuz in die nahe Gundhildis-Kirche, in der seither das Heilige Kreuz verehrt wird. An der Fundstelle des Kreuzes wurde später eine Kapelle errichtet.